# Hirsch-Denkmal

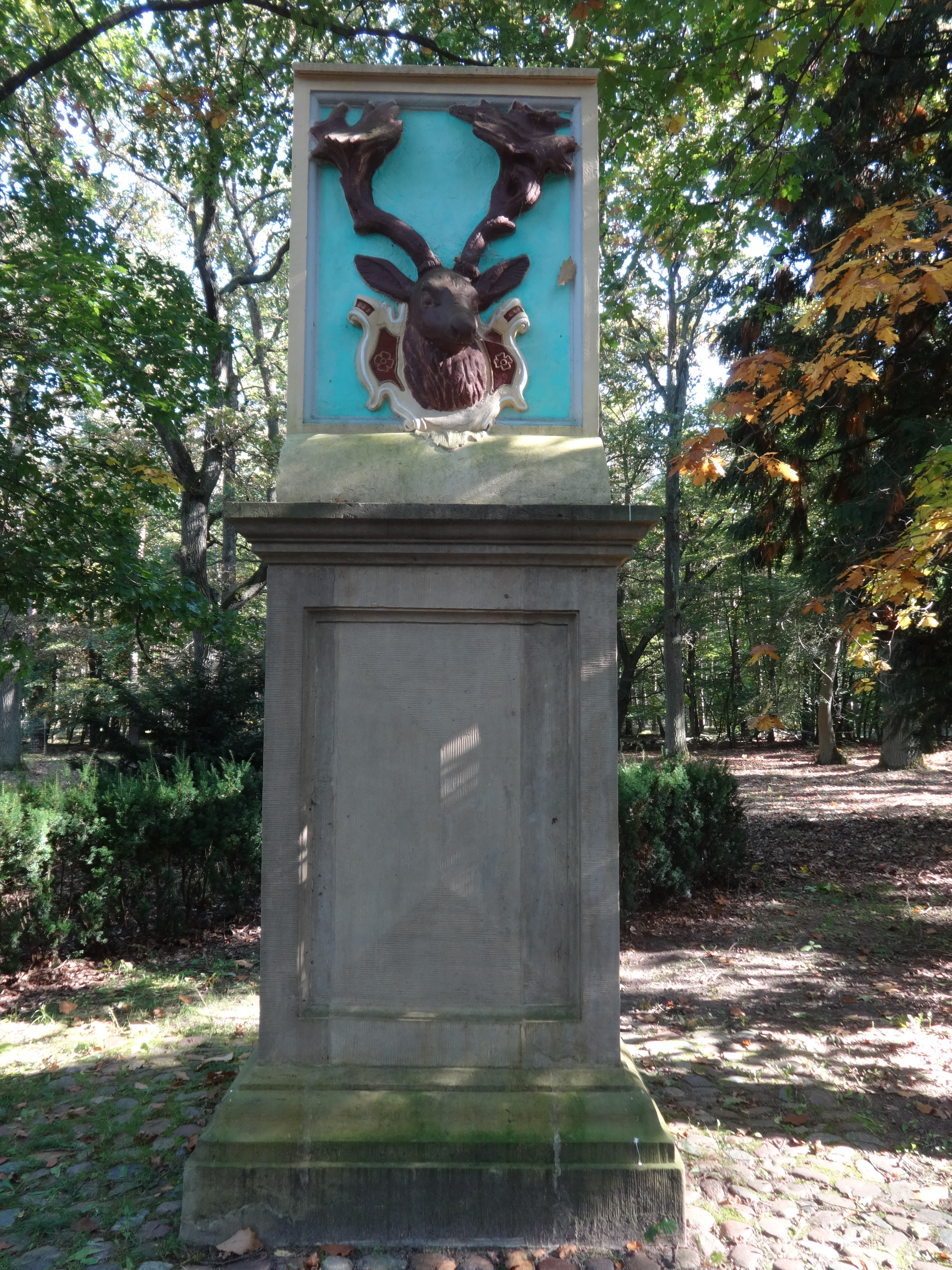
Hirsch-Denkmal in Briesen (Mark)

Das Hirsch-Denkmal (auch Denkmal des Sechsundsechszigenders genannt) ist ein Denkmal an den Abschuss eines kapitalen Rothirschs mit einem 66-Ender durch Friedrich I. Es steht in einem Waldstück südlich der Gemeinde Briesen (Mark) im Landkreis Oder-Spree im Land Brandenburg und ist ein eingetragenes Baudenkmal. Die amtliche Bezeichnung lautet: Hirsch-Denkmal, im Wald am Pflasterweg nach Kersdorf. Es ist Bestandteil des Wappens der Gemeinde Briesen.

## Lage
Die Bundesautobahn 12 führt in West-Ost-Richtung durch die Gemarkung von Briesen. An der gleichnamigen Anschlussstelle führt die Straße K6734 in südlicher Richtung zur Schleuse Kersdorf. Nach ca. 1,6 km steht das Denkmal östlich der Kopfsteinpflasterstraße auf einer ebenen Fläche, die durch umgebende Hecken eingefriedet ist. Westlich des Waldweges befindet sich eine Schutzhütte mit einer Informationstafel zum Denkmal.

## Geschichte

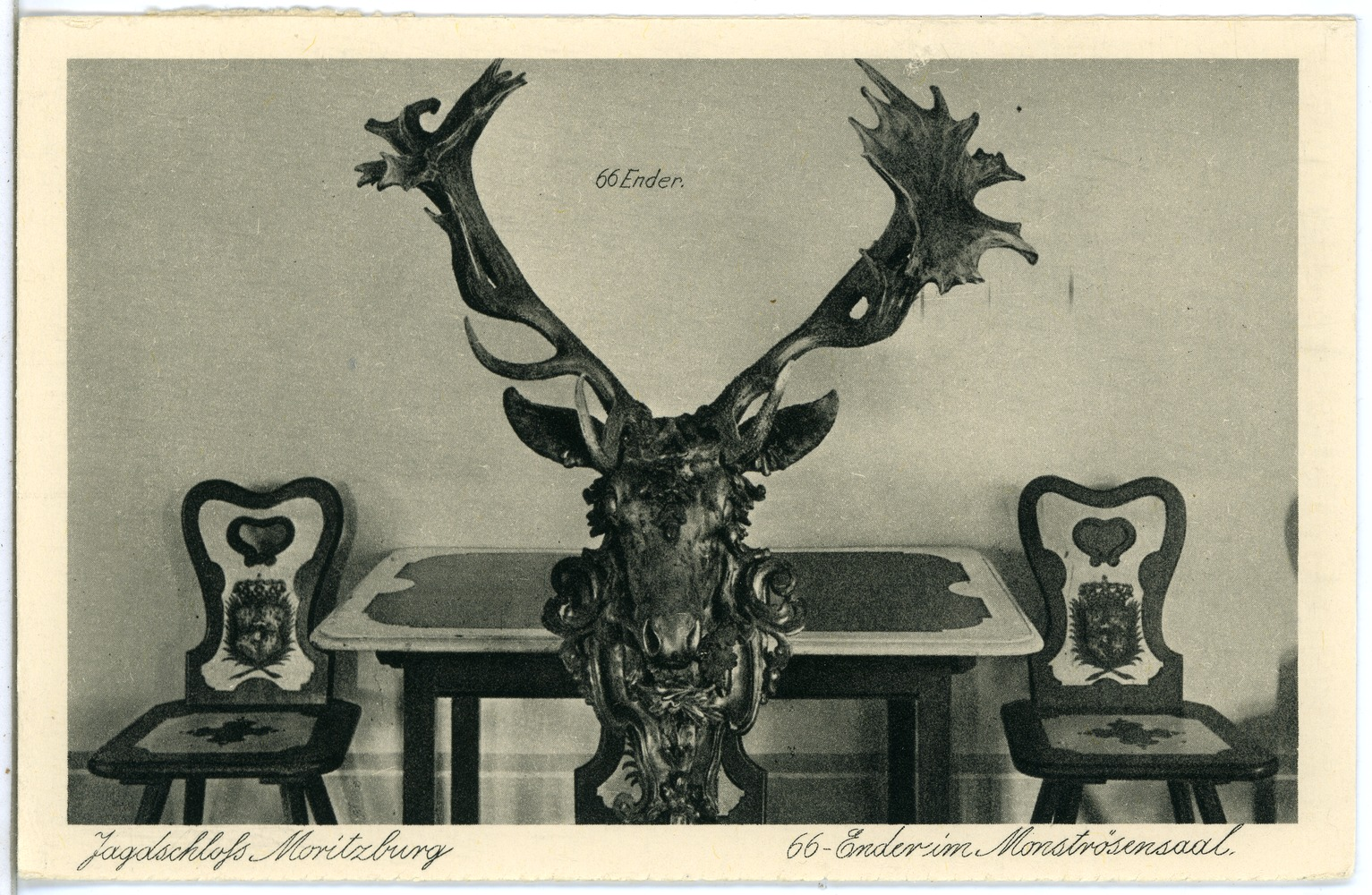
66-Ender im Schloss Moritzburg, 1924

Der Überlieferung zufolge befand sich Kurfürst Friedrich III., nach 1701 König Friedrich I. in Preußen, am 18. September 1696 auf der Jagd. Dabei soll er einen Rothirsch erlegt haben, der ein Geweih mit 66 Enden aufwies. Auf sein Geheiß hin errichteten Handwerker in dem Jagdgebiet in einem nicht genauer überlieferten Zeitraum ein Denkmal für den Rothirsch. Das Amt Odervorland vermutet, dass unmittelbar nach dem Abschuss zunächst eine Tafel und rund zehn Jahre später das Denkmal nach einem Entwurf des Baumeisters Andreas Schlüter errichtet wurde. Als Tag der Enthüllung wird der 16. September 1707 angegeben. Eine erste gesicherte Überlieferung erschien 1817 in einem Bericht des Preußischen Oberförsters Hartig.
1727 zeigte August der Starke gegenüber Friedrich Wilhelm I. Interesse an dem außergewöhnlichen Geweih. Es kam zu einem Tauschhandel, bei dem der Soldatenkönig eine Kompanie Lange Kerls erhielt. Das Geweih befindet sich seit dieser Zeit im Schloss Moritzburg und kann im Monströsensaal neben 38 anderen, zum Teil veränderten Geweihen besichtigt werden. Das Denkmal wurde im Zweiten Weltkrieg weitgehend zerstört und in den 1970er Jahren nach Vorlagen wiederaufgebaut. Eine Sanierung erfolgte im Jahr 1996 zur 300-Jahr-Feier des Abschlusses. 2009 reinigen Experten das Denkmal und versahen es mit einem neuen Anstrich.

## Baubeschreibung

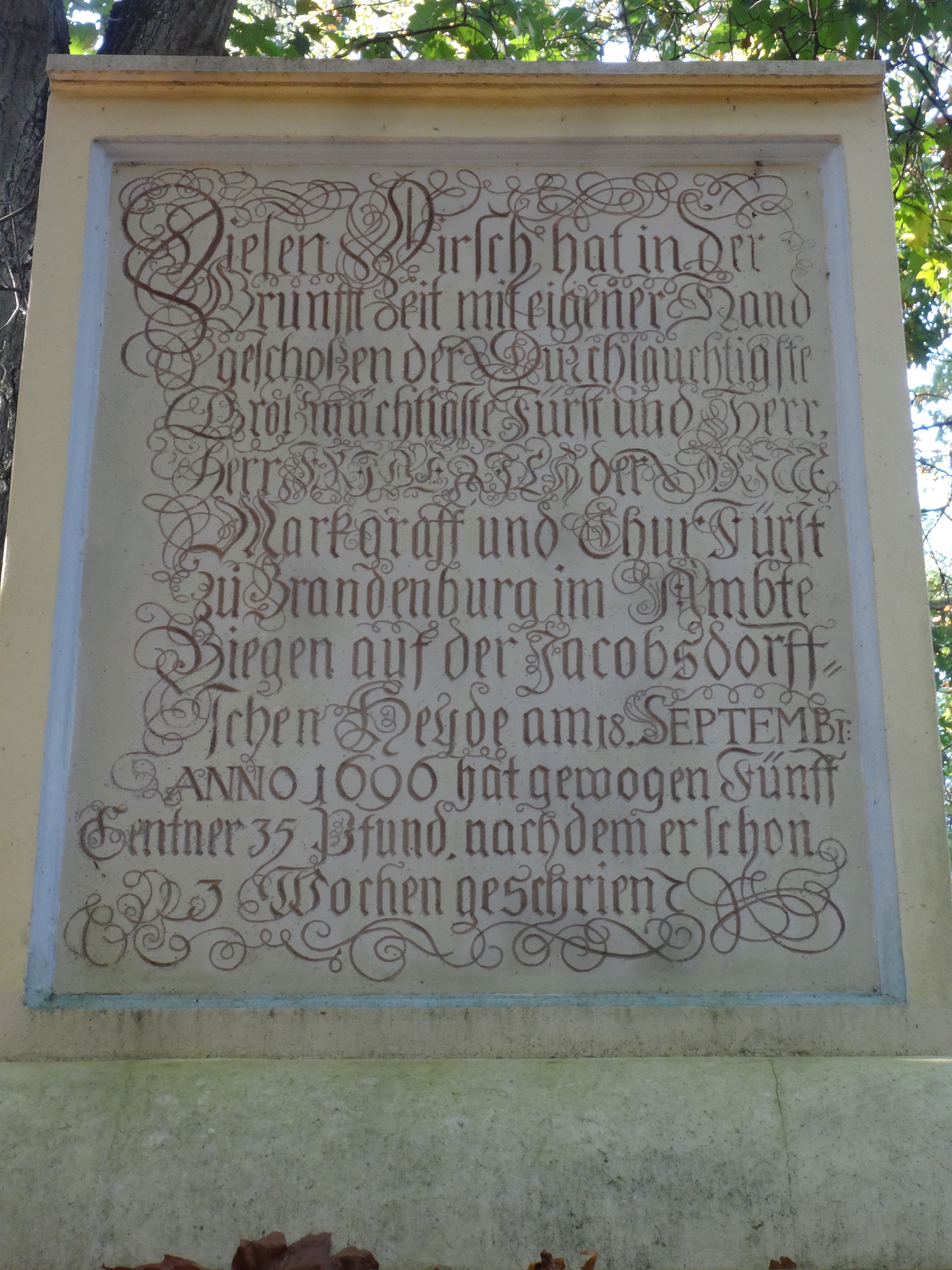
Inschrift auf der Rückseite

Das Denkmal wurde aus Mauersteinen errichtet, die anschließend verputzt wurden. Es hat einen rechteckigen Grundriss und fußt auf einem breiten Sockel. Der untere Teil ist an der Vorder- und Rückseite als Kartusche ausgeführt, darüber ist ein umlaufendes, mehrfach profiliertes Gesims. Im oberen Teil befindet sich eine plastische Darstellung des erlegten Geweihs. Sie ist in bräunlichen Tönen gehalten; dahinter ein pastellfarbener Hintergrund. Auf der Rückseite ist die folgende Inschrift angebracht. „Diesen Hirsch hat in der Brunftzeit mit eigener Hand geschossen der Durchlauchtigste / Großmächtigste Fürst und Herr / Herr Friedrich der Dritte / Markgraf und Kurfürst zu Brandenburg / im Amte Biegen auf der Jacobsdorfschen Heide / am 18. September anno 1696 / hat gewogen fünf Zentner 35 Pfund / nachdem er schon 3 Wochen geschrien“.